# Departement Zeeland
Het departement Zeeland was een Nederlands departement dat heeft bestaan van 1802 tot 1810. De hoofdstad was Middelburg.
Na de oprichting van het Bataafs Gemenebest in 1801 werd bij wet van 21 juni 1802 de departementale indeling van het rijk vastgesteld. De grenzen van het voormalige gewest Zeeland van de Bataafse Republiek werden hersteld. Het departement omvatte ongeveer het gebied van de huidige provincie Zeeland zonder Zeeuws-Vlaanderen, dat al vanaf 1795 deel uitmaakte van het Franse Scheldedepartement.
In 1805 werd Sommelsdijk afgestaan aan het departement Holland.
Na de oprichting van het koninkrijk Holland in 1806 werd bij wet van 13 april 1807 de departementale indeling van het rijk vastgesteld. Hierbij werd de polder Hinkelenoord bij het departement Brabant gevoegd.
Tussen 1807 en 1810 vonden nog de volgende wijzigingen plaats:
- Vlissingen werd op 21 januari 1808 als gevolg van het Verdrag van Fontainebleau bij Frankrijk gevoegd als deel van het arrondissement Eeklo in het Scheldedepartement.
- Nieuw-Vossemeer werd op 9 mei 1809 bij het departement Brabant gevoegd.
- Het eiland Walcheren werd op 27 december 1809 door Frankrijk geannexeerd en toegevoegd aan het departement Schelde. Dit was het gevolg van de invasie op het eiland Walcheren in 1809, waarbij het leger van het Verenigd Koninkrijk werd verslagen door een Frans-Hollands leger.

Zeeland in het koninkrijk Holland

Landdrost van Zeeland ten tijde van het koninkrijk Holland was Abraham van Doorn (8 mei 1807 - 8 september 1809) 
Op 16 maart 1810 werd ook het restant van het departement Zeeland ingelijfd door Frankrijk. In eerste instantie was op 24 april 1810 bepaald dat geheel Zeeland, inclusief Walcheren, zou worden toegevoegd aan het Franse departement Twee Neten. Op verzoek van burgemeester Schorer van Middelburg aan keizer Napoleon, die in mei 1810 op werkbezoek was in Brabant en Zeeland, werd dit besluit ongedaan gemaakt. Het voormalige departement Zeeland werd omgevormd tot een nieuw Frans departement, Monden van de Schelde, waaraan ook Walcheren werd toegevoegd.
Bataafs Brabant · Friesland · Gelderland · Holland · Overijssel · Stad en Landen van Groningen · Utrecht · Zeeland
Amstelland · Brabant · Drenthe · Gelderland · Groningen · Friesland · Maasland · Oost-Friesland · Overijssel · Utrecht · Zeeland